# 闻在上
闻在上，浙江山阴（今浙江绍兴）人，是一名清朝政治人物。吏员出身。
闻在上曾于1682年接替孙如龙任嘉定县知县一职，1689年由邓天羽接任。